# Arlington (Devon)
Arlington – wieś w Anglii, w hrabstwie Devon, w dystrykcie North Devon.